# 제3차 아베 신조 내각 (제1차 개조)
제3차 아베 신조 제1차 개조내각(일본어: 第3次安倍晋三第1次改造内閣)은 중의원 의원, 자유민주당 총재 아베 신조가 제97대 내각총리대신으로 임명되어, 2015년 10월 7일부터 2016년 8월 3일까지 존재한 일본의 내각이다.
자유민주당과 공명당의 연립 내각이다.

## 개요
제3차 아베 신조 내각의 각료 19명 중 9명이 유임됐고 8명이 첫 입각했다. 평균 연령은 60.1세이며 제3차 아베 신조 내각보다 2.3세로 젊어졌다. 최고령은 아소 다로(부총리 겸 재무상)가 75세, 최연소는 마루카와 다마요(환경상)가 44세(이상은 출범 당시의 나이)이다. 또 ‘희망 출산율을 1.8, 간호 실직 제로’로 만들겠다는 ‘야심찬 목표’를 내세운 사령탑으로서 가토 가쓰노부(1억 총활약 담당상)를 기용했다.
산토파의 입각과 민간인의 입각도 없었다.

## 국무대신
- 2015년 10월 7일 임명[2][3][4][5](유임자를 제외함)

| 직책                                                                                              | 성명              | 성명 | 소속                              | 특기 사항                                                                                            | 비고                      |
| ------------------------------------------------------------------------------------------------- | ----------------- | ---- | --------------------------------- | --- | ------------------------- |
| 내각총리대신                                                                                      | 아베 신조         |      | 중의원 자유민주당 (호소다파)      | | 자유민주당 총재           |
| 부총리 재무대신 내각부 특명담당대신 (금융 담당)                                                   | 아소 다로         |      | 중의원 자유민주당 (아소파)        | 디플레이션 탈출 담당 내각총리대신 임시 대리 취임 순위 제1위(부총리)                                  | 유임                      |
| 총무대신                                                                                          | 다카이치 사나에   |      | 중의원 자유민주당 (무파벌)        | | 유임                      |
| 법무대신                                                                                          | 이와키 미쓰히데   |      | 참의원 자유민주당 (호소다파)      | | 첫 입각                   |
| 외무대신                                                                                          | 기시다 후미오     |      | 중의원 자유민주당 (기시다파)      | 내각총리대신 임시 대리 취임 순위 제5위                                                               | 유임                      |
| 문부과학대신                                                                                      | 하세 히로시       |      | 중의원 자유민주당 (호소다파)      | 교육 재생 담당 국립국회도서관 연락조정위원회 위원                                                    | 첫 입각                   |
| 후생노동대신                                                                                      | 시오자키 야스히사 |      | 중의원 자유민주당 (무파벌)        | | 유임                      |
| 농림수산대신                                                                                      | 모리야마 히로시   |      | 중의원 자유민주당 (이시하라파)    | | 첫 입각                   |
| 경제산업대신 내각부 특명담당대신 (원자력 손해배상· 폐로 등 지원 기구 담당)                        | 하야시 모토오     |      | 중의원 자유민주당 (니카이파)      | 산업 경쟁력 담당 원자력 경제 피해 담당                                                               |                           |
| 국토교통대신                                                                                      | 이시이 게이이치   |      | 중의원 공명당                     | 물순환 정책 담당                                                                                     | 첫 입각                   |
| 환경대신 내각부 특명담당대신 (원자력 방재 담당)                                                   | 마루카와 다마요   |      | 참의원 자유민주당 (호소다파)      | | 첫 입각                   |
| 방위대신                                                                                          | 나카타니 겐       |      | 중의원 자유민주당 (다니가키 그룹) | | 유임                      |
| 내각관방장관                                                                                      | 스가 요시히데     |      | 중의원 자유민주당 (무파벌)        | 오키나와 기지 부담 경감 담당 내각총리대신 임시 대리 취임 순위 제2위                                  | 유임                      |
| 부흥대신                                                                                          | 다카기 쓰요시     |      | 중의원 자유민주당 (호소다파)      | 후쿠시마 원자력 발전 사고 재생 총괄 담당                                                             | 첫 입각                   |
| 국가공안위원회 위원장 내각부 특명담당대신 (소비자 및 식품 안전 담당) (규제 개혁 담당) (방재 담당) | 고노 다로         |      | 중의원 자유민주당 (아소파)        | 행정개혁 담당 국가 공무원 제도 담당                                                                  | 첫 입각                   |
| 내각부 특명담당대신 (오키나와 및 북방 대책 담당) (과학 기술 정책 담당) (우주 정책 담당)           | 시마지리 아이코   |      | 참의원 자유민주당 (누카가파)      | 해양 정책·영토 문제 담당 정보통신기술(IT) 정책 담당 쿨 재팬 전략 담당                                | 첫 입각                   |
| 내각부 특명담당대신 (경제 재정 정책 담당)                                                         | 아마리 아키라     |      | 중의원 자유민주당 (무파벌)        | 경제 재생 담당 사회 보장·세금 일체 개혁 담당 내각총리대신 임시 대리 취임 순위 제3위                  | 유임 2016년 1월 28일 사임 |
| 내각부 특명담당대신 (경제 재정 정책 담당)                                                         | 이시하라 노부테루 |      | 중의원 자유민주당 (이시하라파)    | 경제 재생 담당 사회 보장·세금 일체 개혁 담당 내각총리대신 임시 대리 취임 순위 제4위                  | 2016년 1월 28일 취임      |
| 내각부 특명담당대신 (저출산 대책 담당) (남녀 공동 참가 담당)                                      | 가토 가쓰노부     |      | 중의원 자유민주당 (누카가파)      | 1억 총활약 담당 여성 활약 담당 재도전 담당 납치 문제 담당 국토강인화 담당                            | 첫 입각                   |
| 내각부 특명담당대신 (국가 전략 특별 구역 담당)                                                    | 이시바 시게루     |      | 중의원 자유민주당 (이시바파)      | 마을·사람·일 창생 담당 내각총리대신 임시 대리 취임 순위 제4위 내각총리대신 임시 대리 취임 순위 제3위 | 유임                      |
| 국무대신                                                                                          | 엔도 도시아키     |      | 중의원 자유민주당 (다니가키 그룹) | 도쿄 올림픽·패럴림픽 경기 대회 담당                                                                  | 유임                      |

## 내각관방부장관·내각법제국 장관
- 2015년 10월 7일 임명[4][5](유임자를 제외함)

| 직책            | 성명              | 주요 경력                     | 비고 |
| --------------- | ----------------- | ----------------------------- | ---- |
| 내각관방부장관  | 하기우다 고이치   | 중의원 / 자유민주당(호소다파) |      |
| 내각관방부장관  | 세코 히로시게     | 참의원 / 자유민주당(호소다파) | 유임 |
| 내각관방부장관  | 스기타 가즈히로   | 전 내각위기관리감 / 경찰청    | 유임 |
| 내각법제국 장관 | 요코바타케 유스케 | 전 내각법제차장 / 검찰청      | 유임 |

## 부대신
| 직책                                            | 성명              | 소속                               |
| ----------------------------------------------- | ----------------- | ---------------------------------- |
| 부흥 부대신                                     | 나가시마 다다요시 | 중의원 / 자유민주당(니카이파)      |
| 부흥 부대신                                     | 와카마쓰 가네시게 | 참의원 / 공명당                    |
| 내각부 부대신                                   | 다카토리 슈이치   | 중의원 / 자유민주당(호소다파)      |
| 내각부 부대신                                   | 마쓰모토 후미아키 | 중의원 / 자유민주당(호소다파)      |
| 내각부 부대신                                   | 후쿠오카 다카마로 | 참의원 / 자유민주당(누카가파)      |
| 총무 부대신                                     | 쓰치야 마사타다   | 중의원 / 자유민주당(무파벌)        |
| 총무 부대신 겸 내각부 부대신                    | 마쓰시타 신페이   | 참의원 / 자유민주당(다니가키 그룹) |
| 법무 부대신 겸 내각부 부대신                    | 모리야마 마사히토 | 중의원 / 자유민주당(기시다파)      |
| 외무 부대신                                     | 기하라 세이지     | 중의원 / 자유민주당(기시다파)      |
| 외무 부대신                                     | 무토 요지         | 중의원 / 자유민주당(아소파)        |
| 재무 부대신                                     | 사카이 마나부     | 중의원 / 자유민주당(무파벌)        |
| 재무 부대신                                     | 오카다 나오키     | 참의원 / 자유민주당(호소다파)      |
| 문부과학 부대신                                 | 요시이에 히로유키 | 중의원 / 자유민주당(호소다파)      |
| 문부과학 부대신 겸 내각부 부대신                | 도미오카 쓰토무   | 중의원 / 자유민주당(이시하라파)    |
| 후생노동 부대신                                 | 다케우치 유즈루   | 중의원 / 공명당                    |
| 후생노동 부대신                                 | 도카시키 나오미   | 중의원 / 자유민주당(누카가파)      |
| 농림수산 부대신                                 | 이토 요시타카     | 중의원 / 자유민주당(니카이파)      |
| 농림수산 부대신                                 | 사이토 겐         | 중의원 / 자유민주당(이시바파)      |
| 경제산업 부대신                                 | 스즈키 준지       | 중의원 / 자유민주당(호소다파)      |
| 경제산업 부대신 겸 내각부 부대신                | 다카기 요스케     | 중의원 / 공명당                    |
| 국토교통 부대신                                 | 도이 도루         | 중의원 / 자유민주당(호소다파)      |
| 국토교통 부대신 겸 내각부 부대신 겸 부흥 부대신 | 야마모토 준조     | 참의원 / 자유민주당(호소다파)      |
| 환경 부대신                                     | 히라구치 히로시   | 중의원 / 자유민주당(누카가파)      |
| 환경 부대신 겸 내각부 부대신                    | 이노우에 신지     | 중의원 / 자유민주당(아소파)        |
| 방위 부대신 겸 내각부 부대신                    | 와카미야 겐지     | 중의원 / 자유민주당(누카가파)      |

- 나가시마 다다요시, 다카기 요스케는 제3차 아베 신조 내각으로부터 유임됨[6]
- 2015년 10월 9일에 임명됨[6][7][8](유임자를 제외함)

## 대신 정무관
| 직책                                                        | 성명              | 소속                            |
| ----------------------------------------------------------- | ----------------- | ------------------------------- |
| 내각부대신 정무관                                           | 마키시마 가렌     | 중의원 / 자유민주당(아소파)     |
| 내각부대신 정무관                                           | 사카이 야스유키   | 참의원 / 자유민주당(호소다파)   |
| 내각부대신 정무관 겸 부흥대신 정무관                        | 다카기 히로히사   | 중의원 / 자유민주당(니카이파)   |
| 총무대신 정무관                                             | 고시미즈 게이이치 | 중의원 / 공명당                 |
| 총무대신 정무관                                             | 모리야 히로시     | 참의원 / 자유민주당(기시다파)   |
| 총무대신 정무관 겸 내각부대신 정무관                        | 고가 아쓰시       | 중의원 / 자유민주당(기시다파)   |
| 법무대신 정무관 겸 내각부대신 정무관                        | 다도코로 요시노리 | 중의원 / 자유민주당(이시바파)   |
| 외무대신 정무관                                             | 기카와다 히토시   | 중의원 / 자유민주당(무파벌)     |
| 외무대신 정무관                                             | 하마치 마사카즈   | 중의원 / 공명당                 |
| 외무대신 정무관                                             | 야마다 미키       | 중의원 / 자유민주당(호소다파)   |
| 재무대신 정무관                                             | 오오카 도시타카   | 중의원 / 자유민주당(무파벌)     |
| 재무대신 정무관                                             | 나카니시 유스케   | 참의원 / 자유민주당(아소파)     |
| 문부과학대신 정무관                                         | 도코 시게루       | 참의원 / 자유민주당(누카가파)   |
| 문부과학대신 정무관 겸 내각부대신 정무관 겸 부흥대신 정무관 | 도요타 마유코     | 중의원 / 자유민주당(호소다파)   |
| 후생노동대신 정무관                                         | 미쓰바야시 히로미 | 중의원 / 자유민주당(호소다파)   |
| 후생노동대신 정무관                                         | 오타 후사에       | 참의원 / 자유민주당(호소다파)   |
| 농림수산대신 정무관                                         | 가토 간지         | 중의원 / 자유민주당(호소다파)   |
| 농림수산대신 정무관                                         | 사토 히데미치     | 중의원 / 공명당                 |
| 경제산업대신 정무관                                         | 기타무라 쓰네오   | 참의원 / 자유민주당(호소다파)   |
| 경제산업대신 정무관 겸 내각부대신 정무관 겸 부흥대신 정무관 | 호시노 쓰요시     | 중의원 / 자유민주당(무파벌)     |
| 국토교통대신 정무관                                         | 미야우치 히데키   | 중의원 / 자유민주당(무파벌)     |
| 국토교통대신 정무관                                         | 에지마 기요시     | 참의원 / 자유민주당(호소다파)   |
| 국토교통대신 정무관 겸 내각부대신 정무관                    | 쓰시마 준         | 중의원 / 자유민주당(무파벌)     |
| 환경대신 정무관                                             | 오니키 마코토     | 중의원 / 자유민주당(이시하라파) |
| 환경대신 정무관 겸 내각부대신 정무관                        | 시라이시 도루     | 중의원 / 자유민주당(아소파)     |
| 방위대신 정무관                                             | 구마다 히로미치   | 중의원 / 자유민주당(무파벌)     |
| 방위대신 정무관 겸 내각부대신 정무관                        | 후지마루 사토시   | 중의원 / 자유민주당(기시다파)   |

- 사토 히데미치는 제3차 아베 신조 내각으로부터 유임됨[9]
- 2015년 10월 9일에 임명됨[9][7][8](유임자를 제외함)

## 내각총리대신 보좌관
| 직책 | 성명              | 소속                        |
| --- | ----------------- | --------------------------- |
| 내각총리대신 보좌관 (고향 만들기 추진 및 문화 외교 담당)                                                  | 가와이 가쓰유키   | 중의원 자유민주당(무파벌)   |
| 내각총리대신 보좌관 (국가 안전 보장에 관한 중요 정책 및 선거 제도 담당)                                   | 시바야마 마사히코 | 중의원 자유민주당(호소다파) |
| 내각총리대신 보좌관 (교육 재생, 저출산화, 그 외 국정의 중요 과제 담당)                                    | 에토 세이이치     | 참의원 자유민주당(니카이파) |
| 내각총리대신 보좌관 (정책 기획 담당)                                                                      | 하세가와 에이이치 | 민간 내각홍보관             |
| 내각총리대신 보좌관 (국토강인화 및 부흥 등의 사회자본 정비, 지방 창생 및 건강·의료에 관한 성장 전략 담당) | 이즈미 히로토     | 민간 전 내각관방참여        |

에토 세이이치, 이즈미 히로토, 하세가와 에이이치는 제3차 아베 신조 내각으로부터 재임명됨. ‘고향 담당’은 ‘고향 만들기 추진 및 문화 외교 담당’, ‘중요 과제 담당’은 ‘교육 재생, 저출산화, 그 외 국정의 중요 과제 담당’으로 변경.

## 세력 조견표
| 명칭       | 세력 | 국무대신 | 관방 부장관 | 부대신 | 정무관 | 보좌관 | 그 외                                                 |
| ---------- | ---- | -------- | ----------- | ------ | ------ | ------ | ----------------------------------------------------- |
| 호소다파   | 96   | 5        | 2           | 7      | 8      | 1      | 참의원 의장, 정무조사회장, 간사장 대행, 참의원 간사장 |
| 무파벌     | 85   | 3        | 0           | 2      | 5      | 1      |                                                       |
| 공명당     | 55   | 1        | 0           | 3      | 3      | 0      |                                                       |
| 누카가파   | 52   | 2        | 0           | 4      | 1      | 0      | 선거대책위원장                                        |
| 기시다파   | 42   | 1        | 0           | 2      | 3      | 0      | 참의원 의원회장                                       |
| 아소파     | 36   | 2        | 0           | 2      | 3      | 0      |                                                       |
| 니카이파   | 35   | 1        | 0           | 2      | 2      | 1      | 총무회장                                              |
| 이시바파   | 20   | 1        | 0           | 1      | 1      | 0      |                                                       |
| 다니가키파 | 16   | 2        | 0           | 1      | 0      | 0      | 간사장, 국회대책위원장                                |
| 이시하라파 | 14   | 2        | 0           | 1      | 1      | 0      |                                                       |
| 산토파     | 11   | 0        | 0           | 0      | 0      | 0      | 중의원 의장, 부총재                                   |

## 같이 보기
- 아베노믹스

### 주해
1. 1 2  2016년 7월 26일 이후에는 비 정치인 각료이다.
2. ↑  2016년 1월 28일까지
3. ↑  2016년 1월 29일부터
4. ↑  2016년 3월 기준으로 다니가키 그룹에는 타 파벌과 겸임하고 있는 의원이 3명이나 소속됐다. 단, 모두 정부의 직무 등에는 오르지 않았다.

### 출전
1. ↑  보관됨 2017-10-07 - 웨이백 머신 보관됨 2017-10-07 - 웨이백 머신 보관됨 2017-10-07 - 웨이백 머신 보관됨 2017-10-07 - 웨이백 머신 보관됨 2017-10-07 - 웨이백 머신 보관됨 2017-10-07 - 웨이백 머신 加藤1億総活躍担当相は「切り込み隊長」 安倍晋三首相の記者会見要旨（3・完） 보관됨 2017-10-07 - 웨이백 머신 - 산케이 신문
2. ↑  《관보》 헤이세이 27년(2015년) 10월 7일자 특별 호외 제28호 p.1[깨진 링크(과거 내용 찾기)]
3. ↑  第3次安倍改造内閣の閣僚名簿発表 初入閣・留任が9人ずつ - 니혼케이자이 신문
4. 1 2  菅義偉官房長官が閣僚名簿を発表 - 산케이 신문
5. 1 2  第3次安倍改造内閣 閣僚等名簿 보관됨 2015-10-09 - 웨이백 머신 - 수상 관저
6. 1 2  第3次安倍改造内閣 副大臣25人決定 보관됨 2015-10-12 - 웨이백 머신 - NHK, 2015년 10월 9일
7. 1 2  《관보》 헤이세이 27년 10월 14일자 본지 제6635호, p.9[깨진 링크(과거 내용 찾기)]
8. 1 2  《관보》 헤이세이 27년 10월 14일자 본지 제6635호, p.10[깨진 링크(과거 내용 찾기)]
9. 1 2  第3次安倍改造内閣 政務官27人決定 보관됨 2015-10-11 - 웨이백 머신 - NHK, 2015년 10월 9일
10. ↑  第3次安倍改造内閣 全容明らかに 보관됨 2015-10-06 - 웨이백 머신 - NHK, 2015년 10월 7일
11. ↑  第3次安倍改造内閣 内閣総理大臣補佐官名簿 보관됨 2015-03-23 - 웨이백 머신 - 수상 관저